# Juncus inflexus
Espèce
Synonymes
- Juncus acutissimus (Buchenau) Adamson[1]
- Juncus cyprius H.Linb.[1]
- Juncus deangelisii Bertol.[1]
- Juncus elatus Steud.[1]
- Juncus glaucescens Laharpe[1]
- Juncus glaucus Sibth.[2]
- Juncus inflexus f. aggregatus (Asch. & Graebn.) I.Grint.[1]
- Juncus leptocarpus Buchenau[1]
- Juncus pallidus Hoppe[1]
- Juncus tenax Banks & Sol. ex Sm.[1]
- Juncus warakensis Nábelek[1]

Statut de conservation UICN

 LC  : Préoccupation mineure
Juncus inflexus, le Jonc glauque ou Jonc arqué, est une espèce végétale de la famille des Juncaceae. C'est une plante herbacée vivace vivant en milieu humide, la tige est droite et flexible.

## Liste des sous-espèces et variétés
Selon Tropicos (6 juin 2020) (Attention liste brute contenant possiblement des synonymes) :
- Juncus inflexus subsp. austro-occidentalis K.F. Wu
- Juncus inflexus subsp. brachytepalus (V.I. Krecz. & Gontsch.) Novikov (1979)
- Juncus inflexus subsp. inflexus
- Juncus inflexus var. brachytepalus (V.I. Krecz. & Gontsch.) Kitam.
- Juncus inflexus var. depauperatus (Ten.) I. Grinţ.
- Juncus inflexus var. leptocarpus (Buchenau) Z.Y. Zhang
- Juncus inflexus var. longicornis (Bastard) Briq.
- Juncus inflexus var. oligocarpus (Asch. & Graebn.) I. Grinţ.
- Juncus inflexus var. trimenii Cout.